# Poolman
Poolman es una película de comedia y misterio estadounidense de 2023 dirigida, producida, coescrita y protagonizada por Chris Pine en su debut como director. También está protagonizada por Annette Bening, DeWanda Wise, Stephen Tobolowsky, Clancy Brown, John Ortiz, Ray Wise, Jennifer Jason Leigh y Danny DeVito.
La película se estrenó en el Festival Internacional de Cine de Toronto de 2023. Se estrenó en Estados Unidos el 10 de mayo de 2024.

## Premisa
Un limpiador de piscinas en Los Ángeles descubre un importante robo de agua, uno en la misma línea que Chinatown.

## Reparto
- Chris Pine como Darren Barrenman
- Annette Bening como Diane
- Danny DeVito como Jack
- Jennifer Jason Leigh como Susan
- DeWanda Wise
- Ray Wise como el Sr.Van Patterson [4]
- Juliet Mills como la Sra. Van Patterson
- Juan Ortiz
- Esteban Tobolowsky
- Clancy Brown

## Producción
En febrero de 2022 se anunció que Chris Pine haría su debut como director en la película, cuyo guion coescribió con Ian Gotler. Pine también protagonizará la película junto a Annette Bening y Danny DeVito. A Pine se le ocurrió la idea de la película durante una conversación con la directora Patty Jenkins, quien actuará como productora. En mayo, Ariana DeBose y Jennifer Jason Leigh se sumaron al elenco, con Matthew Jensen como director de fotografía. En julio, DeWanda Wise se unió al elenco.
El rodaje comenzó en junio de 2022 en Los Ángeles. La película pasó a la posproducción en noviembre de 2022, y AGC International vendió los derechos de distribución a Paramount Pictures, StudioCanal, Lionsgate Films y otras empresas para varios países fuera de los Estados Unidos. Los derechos para el Reino Unido e Irlanda se vendieron a Signature Entertainment.

## Estreno
El estreno mundial de Poolman tuvo lugar en el Festival Internacional de Cine de Toronto 2023 el 11 de septiembre de 2023.  En diciembre de 2023, Vertical Entertainment adquirió los derechos de distribución de la película.
Se estrenó en Estados Unidos el 10 de mayo de 2024. 

## Recepción
En el sitio web agregador de reseñas Rotten Tomatoes, el 23% de las reseñas de 26 críticos son positivas, con una calificación promedio de 3,1/10. Metacritic, que utiliza un promedio ponderado, asignó a la película una puntuación de 20 sobre 100, basada en 9 críticas, lo que indica críticas "generalmente desfavorables".
Michael Rechtshaffen, que escribe para The Hollywood Reporter, calificó la película como un "fallo estridente" y predijo que "probablemente le resultaría difícil encontrar un hogar". Siddhant Adlakha de IndieWire opinó que la película fue "desastrosa" y "sólo tiene 100 minutos de duración, pero es probable que más de 99 de esos minutos se pasen en aburrimiento silencioso, si no en incredulidad irritada por ser sometido a algo tan inocente". tonterías ingenuas".